# Alhambra (theater)

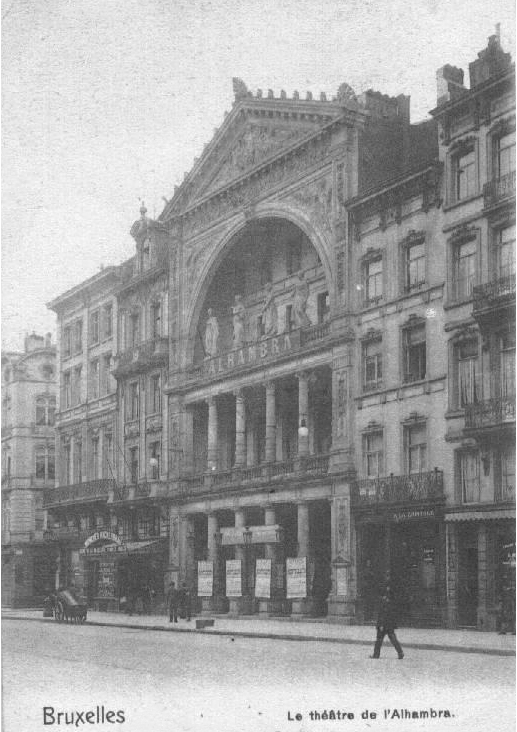
De Alhambra in 1904

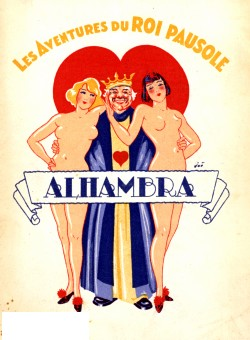
Programma uit 1931

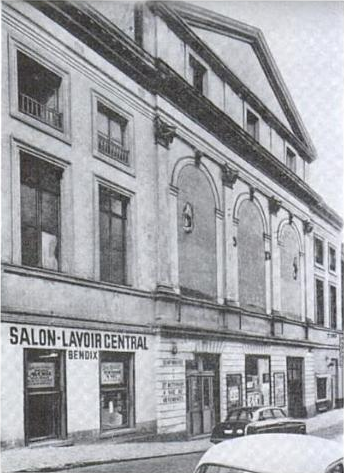
De Alhambra aan de Circusstraat

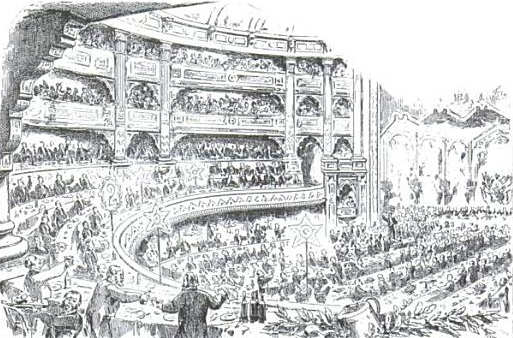
Schets van het interieur

Het Théâtre de l'Alhambra of de Alhambra-schouwburg is een verdwenen schouwburg die in zijn tijd de grootste theaterzaal van Brussel was. Het theater kende een bewogen en complexe geschiedenis. De zaal werd in 1846 geopend als Théâtre du cirque of Cirk-schouwburg. Er vonden aanvankelijk dan ook vooral circusvoorstellingen plaats die in die tijd vooral uit dressuurshows met paarden bestonden. De naam van de huidige Circusstraat / Rue du cirque, waar de toenmalige ingang lag, verwijst nog naar die functie. Vanaf 1871 werd de naam Alhambra gebruikt en in 1874 kwam de hoofdingang aan de nieuwe Zennelaan (vandaag Emile Jacqmainlaan) te liggen. Vanaf 1867 en tot het seizoen 1887-1888, toen de nieuwe Vlaamse schouwburg aan de Lakensestraat werd geopend, gingen ook talrijke Nederlandstalige theater- en operavoorstellingen in dit gebouw door. Het theater werd vaak bezocht door reizende gezelschappen van allerlei pluimage. Het veranderde ook regelmatig van eigenaar en uitbater. Er vonden dan ook zeer uiteenlopende types voorstellingen plaats: Naast Frans- en Nederlandstalig theater, opera, operette, variété, revuetheater, music-hall en grote spektakelstukken werd de zaal ook gebruikt voor politieke meetings zoals het congres van de Eerste Internationale in 1868. Wegens de goede akoestiek van de zaal gingen er ook veel concerten van klassieke muziek door. Tijdens de Eerste Wereldoorlog en nogmaals gedurende de Tweede Wereldoorlog werd de zaal opgeëist door de bezetter en onder meer gebruikt voor manifestaties van het Activisme en andere collaborerende bewegingen. Tijdens het interbellum en na de Tweede Wereldoorlog vonden er meer en meer optredens van grote internationale sterren plaats. In 1957 sloot de schouwburg zijn deuren. Na jarenlange verwaarlozing werd het gebouw in 1973 afgebroken.

## Het Théâtre du Cirque - Cirk-Schouwburg
In 1845 werd aan de oever van een van de zijarmen van de Zenne een ruime spektakelzaal gebouwd: het Théâtre du Cirque of Cirk-schouwburg. De zaal was van meet af aan geconcipieerd als een multifunctionele ruimte. Architect F. Pauwels voorzag dat de twee functies, die van circus en theater, konden worden gecombineerd. Naast een centrale piste met een diameter van 13,8 m voor dressuurshows en circusacts, bezat de zaal een groot podium voorzien van een orkestbak op rails die door middel van een mechanisme onder het podium kon worden geschoven. Deze innovatie was destijds een unicum. Het podium was toen - voor de verbouwing van de Muntschouwburg na 1855 - het grootste van de hoofdstad en had dezelfde afmetingen als dat van het Cirque Olympique in Parijs. In de vier rijen loges, de stalles, de 'pourtour' en de galerij konden meer dan 3000 toeschouwers plaatsnemen. De zaal had een doormeter van 25 m en was eenvoudig gedecoreerd in goud en wit. De banken en zetels waren bespannen met karmijnrood fluweel en de binnenzijden van de loges waren behangen in dezelfde kleur. De zaal werd verlicht door 42 lichtarmaturen die in totaal 400 gaspitten bevatten. De geschilderde decoraties waren van de hand van de heer Govaerts uit Antwerpen. Op de grote koepel waren naast diverse allegorieën de portretten van Godfried van Bouillon, Boudewijn van Constantinopel, Jan I van Brabant, Karel de Stoute, Karel V en Lamoraal van Egmont te zien. Op de fries onder de koepel waren een riddertoernooi, een amazonenslag en een Romeinse wagenrace afgebeeld.
Naast kleedkamers voor de artiesten waren er in het gebouw ook stallen voor de circuspaarden voorzien. Ten behoeve van een snelle evacuatie in geval van brand waren er voor elke categorie zitplaatsen aparte trappen en uitgangen voorzien zodat het gebouw binnen de twee minuten kon worden geëvacueerd. Voor de koninklijke familie was er een rijk gedecoreerde koninklijke loge met twee aanpalende salons en een aparte trap en toegangspartij.

### 1846-1854
Bij de opening op 19 september 1846 stond het circus onder leiding van Charles Gautiez. De troep van Gautiez bestond uit 25 mannelijke, en een 15 tal vrouwelijke ruiters. Daaronder waren toen gerenommeerde artiesten zoals Gautiez zelf, maar ook zijn vrouw en zijn dochter Fanny, het echtpaar Beauvallet en de heer Dassis. Daarnaast werden ook andere gezelschappen en beroemde ruiters uitgenodigd, zoals Franconi. Behalve op vrijdag en dinsdag vonden er elke dag voorstellingen plaats. De mise-en-scène van de spektakelstukken was zeer verzorgd.  Voor het mimedrama La mort de Kléber werden de decors geschilderd door Govaerts uit Antwerpen. De 'Grandes batailles de l'Empire' werden geëvoceerd met kanonnen, paarden en meer dan vijfhonderd figuranten. Net als in de Muntschouwburg werd het theater in het winterseizoen van tijd tot tijd omgetoverd in een grote balzaal. Mede door de concurrentie van tijdelijke, tijdens het warme jaargetijde in tenten of in de buitenlucht opgerichte circussen en 'hippodromes', bleek het moeilijk het theater het hele jaar door uit te baten. In de volgende jaren kwamen met onderbrekingen dan ook vele reizende circussen en ruitergezelschappen langs: Franconi, Wolleschläger en Dejean Van 6 tot 28 juli 1848 stond in het theater zelfs het panorma met wassen beelden van Gallier opgesteld. Het 'Théâtre Italien-Français' onder leiding van Quélus en Bocca bespeelde het theater in het seizoen 1850-51 maar het directeursduo had tegelijkertijd een concessie voor de uitbating van andere Brusselse theaters zoals de Muntschouwburg, het Parktheater en zelfs het Theater in de Sint-Hubertusgalerij. In het circustheater werd opera, drama en vaudeville gespeeld en dat zowel in het Frans als in het Italiaans. In 1851 trede er voor het eerst ook Nederlandstalige gezelschappen op zoals De Wijngaerd en De Dageraed.
In de tweede helft van de jaren 1840 waren diverse nieuwe theaters in Brussel open gegaan: Naast het Alhambra waren dat het Théâtre du Vaudeville, het Théâtre des Galeries en het Théâtre des Nouveautés. Hierdoor was er een overaanbod ontstaan. Vanaf 15 april 1851 tot in 1855 vond het theater daarom geen vaste uitbater. Wel streken er nog geregeld ruitergezelschappen en circusgroepen neer: Naast de voornoemde gezelschappen van Wolleschläger en Dejean waren er in 1852-1853 ook optredens van het 'Cirque oriental de Louis Squiller' en het 'Cirque d'autruches de M. Chabert', een exotische show met afgerichte struisvogels.

### 1854-1859
In deze periode droeg het theater officieel de naam 'Théâtre du cirque national'. Nochtans werden er vooral muziektheater gespeeld, aanvankelijk door een vereniging van kunstenaars (société d'artistes) die naast komische opera's ook vaudeville en pantomime bracht. Na de brand van de Muntschouwburg op 21 januari 1855 week het lyrische gezelschap van dit theater naar het circustheater uit. In juni en juli 1856 speelde het lyrische gezelschap van het intussen gesloten Théâtre des Nouveautés in de Circusschouwburg. Occasioneel speelden er ook reizende operagezelschappen en waren er naast shows met jongleurs en acrobaten ook nog af en toe circusoptredens. Het theater vond evenwel geen vaste uitbater en van 8 augustus 1856 tot 29 november 1859 bleef het - op enkele optredens van reizende circusgezelschappen na - gesloten. Door de aanhoudende malaise werd het theater te koop gesteld zonder dat er een koper werd gevonden.

### 1859-1871
Vanaf 27 november 1859 werd het theater onder de naam 'Théâtre national du Cirque' weer min of meer permanent bespeeld. De directeuren volgden elkaar in snel tempo op. De directie van Doligny bracht men in 1859 vooral drama en féerie. Opera werd gebracht door gastoptredens van reizende gezelschappen. Zo bracht in het voorjaar van 1860 het 'Théâtre Lyrique d'Anvers' er Donizetti's Lucia di Lammermoor in het Frans. In dezelfde periode speelde het Italiaans operagezelschap van Merelli er werken als Il Trovatore of Il barbiere de Sevilla in de originele taal terwijl deze werken vaak gelijktijdig in het Frans werden opgevoerd in de Muntschouwburg. Vanaf 1863 kwam hieraan een einde door toedoen van de Letellier, directeur van de Muntschouwburg, die voortaan Merelli in eigen huis uitnodigde voor het opvoeren van opera's in het Italiaans. In de jaren 1861-62 speelde het gezelschap onder leiding van Petit en Goudron, en later van Petit alleen, onder de naam 'Théâtre National' groots opgezette drama's, melodrama's en feérie. Hiermee ging men de concurrentie aan met het gezelschap van het Théatre des Galeries. In de zomer van 1861 werd onder impuls van Petit de zaal grondig gerenoveerd. Stoelen werden vervangen door comfortabele zetels met opklapbare zitting ('stalles') en ook de loges en de toegangstrappen werden vernieuwd. Toch kon ook Petit zich niet handhaven en waren het weer binnen- en buitenlandse gezelschappen van het meest uiteenlopende pluimage die de programmatie vulden. In 1864 verzorgde naast een Italiaans operagezelschap ook het gezelschap van Hildebrandt er operavoorstelling van bekende Duitse repertoirestukken zoals Der Freischütz, Flotows 'Martha' en Lortzings Zar und Zimmerman.
De occasionele passage van Nederlandstalige theatergezelschappen zoals De Wyngaerd en het Vlaamsch Kunstverbond van Felix Vande Sande (1861) werd bestendigd door de oprichting - met steun van het Brussels stadsbestuur - van de 'Vlaamsche Schouwburg' onder leiding van Felix Vande Sande en Pieter Gassée. Van oktober 1864 tot 1866 bracht dit gezelschap op regelmatige basis - op zondag en maandagavond - in de Cirk-Schouwburg, omgedoopt tot 'Nationale Schouwburg', toneelvoorstellingen op de planken. Ook een Nederlandstalig operagezelschap de 'Vlaamsche Opera' onder leiding van P.J. Mulders was in de jaren 1866-68 in het theater actief. Het gezelschap bestond uit 198 leden, waaronder een gereputeerd koor en tal van Nederlandstalige solisten met een internationale reputatie zoals Henri Warnots, Emile Blauwaert, Nicolas Reubsaet... De troep bracht ook lyrisch repertoire van eigen bodem zoals De Belgische Natie, Het dorp in't gebergte, en de creatie van Isa van Peter Benoît of Maria van Burgondië  van Karel Miry.
Zelfs niet-artistieke bijeenkomsten vonden er plaats, zoals het derde congres van de Eerste Internationale (september 1868).

## Alhambra
In 1871 werd het theater aangekocht door Britse investeerders. Vanaf 5 augustus werd de zaal in een Moors aandoende stijl verbouwd naar het concept van het Londense Alhambra Theatre. Niet alleen de nieuwe naam van de schouwburg, maar ook de interieurdecoratie en de programmatie werd op het Londense voorbeeld afgestemd. In een luxueuze en overdadig gedecoreerde setting wilde men het Brusselse publiek een gelijksoortig repertoire aanbieden dat vooral zou bestaan uit pantomime, féerie en ballet en in eerste plaats gericht was op het visueel genot. De decoratie en de verlichting werd helemaal aangepast. Rond de scènemond, het eerste balkon en de trommel van de koepel werden ontelbare gaspitten aangebracht die schemerden in matglazen bollen en aan een parelsnoer van licht moesten doen denken. De decoratie bestond verder uit overdadig vergulde arabesken, waaierbogen en meerlobbige hoefijzerbogen. De door Govaerts op doek geschilderde plafonddecoratie werd weggehaald en vervangen door een opengewerkte koepel in Byzantijnse stijl waardoor een nachthemel zichtbaar was. Dit gewelf werd voortaan verlicht door een deels in het plafond ingewerkte luchter waarvan het schijnsel door reflectoren werd weerkaatst. Ook deze 'burning sun' was geïnspireerd op Londense voorbeelden. Ook de theatermachinerie werd aan de modernste Engelse standaarden aangepast.
Na de overwelving van de Zenne werd de Zennelaan aangelegd en kreeg het gebouw er een spectaculaire gevel van de hand van Jean-Pierre Cluysenaar (1874). Onder een boogvormige overspanning stonden vier standbeelden, die Drama, Tragedie, Dans en Komedie belichaamden.
Voor 1887 toen de schouwburg in de Lakense Straat (later KVS) werd geopend, werd er Nederlandstalig toneel opgevoerd. Het bleef er een komen en gaan van directies en concepten, maar ook van nieuwigheden (de ragtime van John Philip Sousa in 1903) en beroemdheden als Sarah Bernhardt.

## Eerste Wereldoorlog: tempel van activisme
In de Eerste Wereldoorlog eisten de Duitsers het theater op van de Britse eigenaar. De activisten lieten er hun oog op vallen en in december 1915 kreeg Adolf Clauwaert toestemming om er van start te gaan met zijn Vlaamsch Toneel.
In 1916 en 1917 werden er Guldensporenherdenking gehouden waar August Borms zijn aanhangers toesprak. Op een meeting georganiseerd door de Groeningerwacht zegden de activisten het vertrouwen in de Belgische regering op en spraken ze de hoop uit dat Duitsland politieke zelfstandigheid zou verlenen aan Vlaanderen (11 november 1917). Dit werd gevolgd door een geënsceneerde volksraadpleging over de onafhankelijkheid (20 januari 1918), waarop vooraf gescreende sympathisanten de reeds genomen maar tot dan toe geheime beslissing van de Raad van Vlaanderen mochten bekrachtigen. Dit gebeurde unaniem.
Enige weken vóór de wapenstilstand was er nog een propagandabijeenkomst met frontsoldaten, waaronder Karel De Schaepdrijver.

## Interbellum
In april 1919 heropende de Alhambra onder de grote Franse impresario Léon Volterra. Hij organiseerde populaire revues met publiekstrekkers als de volkse Esther Deltenre, maar ook jazz: in 1920 verbazen Louis Mitchell en zijn Jazz Kings het Belgische publiek. Dit krijgt verder een stoet van grootheden te zien: Charles Trenet, Tino Rossi, Maurice Chevalier, Josephine Baker, Luis Mariano, Fernandel, Laurel en Hardy...
De gebroeders Van Stalle nemen in 1933 de teugels van het Alhambra over en vertonen er populaire operette. Na een succesvol optreden van Jeanette MacDonald was dit vooral op Amerikaanse leest geschoeid.

## Tweede Wereldoorlog: culturele collaboratie
Voor de Alhambra begon de Tweede Wereldoorlog zoals de eerste: met een opeising ten voordele van Adolf Clauwaert. Vooraf werd het huis echter gerenoveerd tot een fraaie operaschouwburg (1942). Er kwam ook een nieuwe plafondschildering. De programmatie van de zieke Clauwaert omvatte naast toneel ook opera, ballet en concerten. Ook het collaboratietoneelstuk Wederopstanding werd er opgevoerd. De opkomst viel echter tegen en Antwerpenaar Jozef Sterkens nam in 1943 over. Zijn volkstheater kende meer succes, maar werd afgebroken door de bevrijding.
In januari 1942 had de DeVlag, een "culturele" organisatie die troepen ronselde voor de Algemeene SS-Vlaanderen, er haar cellenconvent gehouden.

## Sluiting en afbraak
Na de oorlog werd de draad terug opgenomen, eerst als soldatenschouwburg. Er kwamen terug Franstalige producties met operettes van Francis Lopez en optredens van onder meer Luis Mariano en Annie Cordy, maar de Alhambra was niet meer rendabel en sloot op 30 mei 1957 zijn deuren. De zaal werd verwaarloosd zodat men in 1973 veiligheidsredenen kon inroepen om de schouwburg - onder luid protest - te slopen. Daarbij kwam aan het licht dat de weggehaalde gevelstandbeelden van de hand van Auguste Rodin waren, en niet van Charles Van der Stappen zoals tot dan toe aangenomen.
De nieuwbouw die er na vijftien jaar werd opgericht kreeg een glazen fronton en arcade, wat zijn illustere voorganger in herinnering moest brengen. Ook de naam Alhambrawijk herinnert aan de schouwburg.